# Eilema albescens
Eilema albescens là một loài bướm đêm thuộc phân họ Arctiinae, họ Erebidae.